# 津島佑子
津島佑子（日语：津島 佑子，1947年3月30日—2016年2月18日），本名津島里子，是一位日本小说家。

## 生平
生於日本東京都北多摩郡三鷹町（今東京都三鷹市）津島佑子是家中次女，其姐津島園子。在她一歲時，父親太宰治自殺過世。在她12歳時，長她三歲的兄長過世，此後家中只剩下她的母親及長姐，由其母親獨力撫養長大。1966年，在就讀白百合女子大學英文系時，開始文學創作。1998年，出版《火之山—山猿記》（火の山―山猿記），獲谷崎潤一郎獎。NHK將此作改編為電視劇《櫻子》（純情きらり），於2006年4月至9月播出。
2016年2月18日，因肺炎過世。

## 家庭
其父親太宰治（本名津島修治）為著名小說家。其母津島美知子。